# André Maisonnier
André Maisonnier, né le 24 juin 1923 à Dijon et mort le 07 juillet 2016 à Besançon, est un architecte français et collaborateur de Le Corbusier de 1946 à 1959.

## Biographie
André Maisonnier est un architecte de la deuxième moitié du XXe siècle, né à Dijon le 24 juin  1923. Fils de Georges Ernest Maisonnier, et d'Yvonne Marie Émilienne Marcaire, il entrera à l'école des beaux-arts de Dijon où il sera formé en sculpture, dessin et peinture. Comme Paul Chaudonneret, il sera l'élève de l'architecte Henri Madelain (1905-2003) en 1942 à l'école des beaux-arts de Paris. En juin 1946, la société destinée au projet de l’Unité d’habitation de Marseille ATBAT dirigée par Le Corbusier et Vladimir Bodianski le recrute parmi des élèves de la section architecture de l’atelier Madelain. Diplômé le 29 novembre 1955, André Maisonnier restera à l’atelier de Le Corbusier jusqu’en août 1959 où il travaillera sur la Cité radieuse de Marseille, les villas Jaoul, le musée d’Ahmedabad et le Musée national de l'Art occidental. Il gagnera en notoriété  pour son rôle dans la conception et le suivi du chantier de la Chapelle Notre-Dame du Haut.

## Œuvres

### Besançon
- Immeuble Les Eaux Vives, situé avenue Édouard Droz, en 1962.
- Immeuble Le Président, situé rue Isenbart, en 1971.
- Immeuble situé 25 rue Proudhon.

### Dijon
- Immeuble de Logements situé aux 6-8-10-12 rue du temple,, 19-21 rue Bannelier et 13-15 rue du Château, entre 1969 et 1972[6].
- Immeubles résidence La Jouvencière, à l'emplacement de l'ancienne biscuiterie Pernot sur un terrain de 20000 m², situés aux 52-54-56 rue de Jouvence, 23-25-27 rue de la Houblonnière et 17-19-21-23 rue des Buttes, à partir de 1974[7].
- Immeuble à Logements situé au 1 rue du Colonel-Marchand, en 1976[8].
- Immeubles résidence La Clairière avec l'architecte Paul Chaudonneret, situé aux 64 rue de Longvic et 5-7 rond-point Edmond Michelet, entre 1979 et 1983[9].

### Frotey-les-Vesoul
- Maison Malitchenko, située aux 4-6 rue de la Garenne, entre 1963 et 1964[10],[11]..

### Vesoul
- Villa Kielwasser, située au 7 rue du Docteur-Championnet, en 1956[12],[13].